# Aureli Tolosa i Alsina
Aureli Tolosa i Alsina (Vila de Gràcia, Barcelona, 1861 – Barcelona, 1938) va ser un pintor i decorador català que va desenvolupar la seva activitat artística fonamentalment a la ciutat de Barcelona.

## Biografia
Va néixer a la Vila de Gràcia, fill d'Eduard Tolosa i de Josepa Alsina i Gonfaus. Després de la mort del seu pare, la seva mare es va tornar a casar, ara amb Pere Garcia i Corbera. Així doncs, el metge i promotor esportiu Jaume Garcia i Alsina fou germà consanguini d'Aureli Tolosa.
Fou deixeble en un primer moment del mestre i pintor francès Justin Simon i, posteriorment, a la Llotja, del mestre Modest Urgell.
Més endavant, ja casat, residí al carrer de Rosselló, on vivia amb la seva dona, Teresa Giralt i Baixeres (*-1950), i els seus cinc fills, Josefa, Mª Teresa, Enrique, Aurèlia i Lluís. Disposava d'un despatx a la plaça de Letamendi, on tenia les seves obres i des d'on dirigia també la Casa Tolosa, oficialment «L.Tolosa. Pintura y Decoración», una empresa que va encarregar-se, per exemple, de la decoració del Palau Nacional i del Palau Meridional de l'Exposició Internacional de Barcelona. El seu soci en aquest projecte era Emili Pla i Espuy. Als anys vint el seu fill petit, Lluís, va acompanyar-lo en aquesta empresa.
Des de la seva joventut va destacar per la seva vàlua tècnica i per la seva inspiració, especialment en l'àmbit del paisatge, fet que queda confirmat en la seva ingent col·lecció. Va trobar entre la burgesia i l'aristocràcia catalana i espanyola nombrosos clients i potents admiradors, va treballar en la decoració de les cases burgeses, com ara el Palau del Comte de Figols o la Casa del Senyor Vitella, a la mateixa Plaça de Catalunya, i també va decorar la nova seu del Banco Americano. La seva popularitat entre la burgesia el va fer molt sol·licitat com a mestre de pintura particular; arribà, així, a tenir un gran nombre de deixebles i assolí una alta consideració i posició social.
Va participar en diversos certàmens i exposicions d'art de Barcelona, on va ser premiat diverses vegades. Dins la seva obra destaquen les pintures de paisatges i gerros de flors, però van ser les pintures de ventalls les que li atorgaren la categoria de pintor pulcre i excel·lent decorador. Cal destacar també les imitacions de pintura antiga així com la pintura de tapissos, esmaltats i daurats de diverses obres que realitzava al seu taller de la plaça de Letamendi, a la ciutat de Barcelona.
Va arribar a ser molt popular a nivell peninsular, i diaris especialitzats com ara La Esfera: la ilustración mundial o La Ilustración Artística, entre d'altres, en feien esment sovint, qualificant-lo de gran mestre. La seva presència en exposicions i concursos d'àmbit estatal era freqüent i acostumava a ser-hi premiat. Així, per exemple, participà en l'Exposició General de Belles Arts de Barcelona el 1894, l'Exposició Nacional de Belles Arts de Madrid de 1930 i fins i tot en una exposició de productes espanyols celebrada a Melilla l'any 1916. Tot i que pintava de manera individual, formava part de la Societat Artística i Literària de Catalunya, amb seu a la Sala Parés, que organitzava exposicions anuals en què els seus membres ―pintors catalans com Modest Urgell, Joaquim Mir o Josep Masriera― exposaven la seva obra. Així mateix, col·laborava sovint amb la també barcelonina Sala Busquets del Passeig de Gràcia.
Com s'ha dit, es tractava d'una figura molt valorada a nivell local i nacional, i va ser guardonat amb nombrosos premis, entre els quals:
- Exposició General de Belles Arts de 1894. Premi Secció de Pintura
- Exposició de plantes i flors de 1895. Medalla de 1a Classe[13]
- Exposició internacional del moble de 1924. Medalla d'Honor.[7]

## Obra
Aureli Tolosa fou un pintor i decorador, i específicament un paisatgista català, que destacà també en diversos camps de la pintura decorativa: flors, ventalls, murals... S'inscrigué en un context històric modernista i noucentista. El trobem més prop de l'escola de Terrassa que de la d'Olot (que destaca a partir de 1891 com a escola menor de belles arts). L'escola de Terrassa és una escola elemental d'indústries i d'arts i oficis, fonament del que seran les futures Escoles Industrials. En els anys vint s'accentuarà la tendència cap a la introducció de matèries relacionades amb les belles arts.
Tolosa fou deixeble del francès Justin Simon i, posteriorment, a la Llotja, de Modest Urgell, de qui se n'observa una certa influència.
La seva obra comprèn felices imitacions de pintura antiga, pintura a l'oli aplicada als mobles, paisatges que es distingeixen per l'excel·lent perspectiva i l'encert de l'elecció de paratges, realitzats sempre amb la mateixa tècnica, són paisatges realistes. En la seva obra, trobem paisatges com els de Llavaneres, Pontons, Cabrils, bells jardins d'Horta i Pedralbes. Hi ha una visió objectiva de la naturalesa, sinceritat executiva en copiar-la, i en alguna ocasió, vivacitat de tintes. Davant del natural, el pintor se sent impulsat a copiar senzillament el que li entra pels ulls, rendint culte a la veritat estricta.
Els seus gerros es caracteritzen per la frescor i la limpidesa de l'acoloriment. Varen tenir una distinció especial per la puresa i la claredat dels tons i pel bon gust. Els ventalls li donaren la categoria de pintor pulcre i d'excel·lent decorador, que es revelava en la disposició i en l'agrupació. També es dedicà a la pintura antiga i de tapissos, així com a l'esmaltat i el daurat de diverses obres que realitzava al seu taller de la plaça de Letamendi. I per acabar trobem les pintures murals. És un hàbil colorista aficionat als paisatges i les flors, té un estil agradable i exempt de tota complexitat. Intenta en tot moment imprimir un concepte estètic al conjunt de la seva obra, cosa que li permet aconseguir efectes d'un decorativisme amable i ponderat, lluny de tons massa freds o excessivament encesos. Hi domina sobre els altres colors ―grocs, vermells i blaus― la gamma dels verds, que aplica equilibradament.

## Recull d'obres
- Crepuscle en un poble
- Barques de platja
- Bodegó de roses amb gerro blau
- Camí del bosc
- Camí al capvespre
- Jardins
- Decoració Interior del Palau del Comte de Fígols
- Posta de sol i orenetes
- Posta de sol en una vila
- Paisatge amb roses.[20]
- Tocador de bany
- Villa Medicis. Recreació de Velázquez
- Bosc. oli sobre tela, 87 x 55 cm
- Habitació lluminosa 34x23, oli sobre taula
- Jardí. Tècnica: oli sobre llenç firmat en l'angle inferior dret. Mesures sense marc 42x52
- Orenetes 137x69 cm.
- Paisatge, 44x48 cm, oli.
- Vista d'una vall, Oli sobre taula. Mid.: 33 x 47 cm.

- 1883 Un país i una marina. Figurà en l'Exposició del Liceu barceloní el 1883.
- 1884 Decoració Interior del Parlament Balear, Sala Verda, Sèrie Les quatre estacions. 1884
- 1888 Ventall de nacre i paper pintat, Palacio Real, 1888
- 1901 Paisatge, 1901. Saló Parés.
- 1908 El bosc a la tarda (1,48 x 0,99 con marco). Exposada el 17 d'octubre de 1908 a l'Acadèmia Provincial de les Belles Arts.
- 1918 Primavera, Sol de matí i Bugaderes de Cadaqués, exposades a Barcelona a l'Exposició d'art de 1918.
- 1922 L'entrada de casa meva, Camí del bosc, Llac de casa Rubio i Estudi. Exposición de paisajes en Galerias Layetana, 23 diciembre
- 1923,Bosc. Saló d'Exposicions del Cercle de les Belles Arts de Madrid, Exposició de la Societat Artística i Literària de Catalunya.
- 1925 Tocador. Casa de Joan Vilella
- 1926 Pèrgola i El jardí de casa meva. Exposició de paisatges a "Galerias Layetana".
- 1929 Vestíbul del Palau Nacional, (per a l'Exposició de Barcelona)
- 1933 Tardoral, Can Cata de la Torre, Bosc i Tarda a la riera.